# 3147 Саманта
3147 Саманта (3147 Samantha) — астероїд головного поясу, відкритий 16 грудня 1976 року.
Тіссеранів параметр щодо Юпітера — 3,374.
Названо на честь Саманти Рід Сміт, (1972-1985), американської школярки зі штату Мен, котра стала відомою завдяки своєму листу, якого вона написала щойно обраному на посаду генерального секретаря ЦК КПРС Андропову в самий розпал холодної війни.